# Soie (roman)
Pour les articles homonymes, voir Soie (homonymie).
Soie (titre original Seta) est le troisième roman de l'auteur italien Alessandro Baricco, publié en 1996 en Italie. Sa version française a paru en 1997, traduite de l'italien par Françoise Brun.
Cette fable sur l'amour et le sens de la vie décrit quatre voyages sur la route de la soie dans le Japon du XIXe siècle.

## Résumé
Vers 1861, Hervé Joncour vit à Lavilledieu dans le Vivarais, avec son épouse Hélène, d'un métier peu commun. Il achète et revend aux sériciculteurs locaux des vers à soie. La pébrine menace son commerce. Sur les conseils de Baldabiou, il part au Japon afin d'acheter des œufs sains.
Après avoir traversé le lac Baïkal et la Sibérie, il rencontre un seigneur Hara Kei et sa jeune maîtresse. Il accomplit sa mission et revient chez lui avec les vers à soie.
Les difficultés qui s'accumulent à Lavilledieu incitent Hervé à retourner à quatre reprises au Japon. Un amour impossible commence alors avec la jeune maîtresse d'Hara Kei. La guerre commence et l'empêche de rapporter davantage de vers, tandis que Louis Pasteur enraie l'épizootie de pébrine, rendant ses voyages à la fois trop coûteux et dangereux.
Un jour, il reçoit une lettre écrite en japonais. Hervé demande à Madame Blanche, dame japonaise qui tient un bordel dans la région de Nîmes de traduire le texte. C'est alors qu'il se rend compte que l'auteur de la lettre est son épouse Hélène qui se doutait de la tromperie de son mari.

## Extrait
« Devant lui, il vit l'immense volière, avec ses portes grandes ouvertes, absolument vide. Et devant la volière, une femme. Il ne regarda pas autour de lui et continua simplement à marcher, lentement, ne s'arrêtant que lorsqu'il fut face à elle.
Ses yeux n'avaient pas une forme orientale, et son visage était celui d'une jeune fille.
Hervé Joncour fit un pas vers elle, tendit le bras et ouvrit la main. Sur sa paume, il y avait un billet, plié en quatre. Elle le vit et son visage tout entier se mit à sourire. Elle posa sa main sur celle d'Hervé Joncour, serra avec douceur, s'attarda un instant, puis la retira, gardant entre ses doigts ce billet qui avait fait le tour du monde. Elle l'avait à peine caché dans un pli de son vêtement que la voix d'Hara Kei se fit entendre. »

— Soyez le bienvenu, mon ami français.

## Adaptation cinématographique
Soie a fait l'objet d'une adaptation cinématographique du même nom réalisée en 2007 par François Girard.

## Éditions imprimées

### Édition originale en italien
- (it) Alessandro Baricco, Seta [« Seta »], Milan, Rizzoli, 1996, 100 p. (ISBN 978-88-17-66059-4, BNF 37490987)

### Éditions en français
- Alessandro Baricco (trad. Françoise Brun), Soie [« Seta »], Paris, Albin Michel, coll. « Les grandes traductions », 2 janvier 1997, 120 p. (ISBN 978-2-226-08881-9, BNF 35859945)
- Alessandro Baricco (trad. Françoise Brun), Soie [« Seta »], Paris, Gallimard, coll. « Folio » (no 3570), 2 octobre 2001, 142 p. (ISBN 978-2-07-041965-4, BNF 37692256)

### Édition illustrée
En 2012 paraît une édition française illustrée par Rébecca Dautremer aux éditions Tishina, spécialisées dans la publication de romans illustrés.

## Livres audio en français
- Alessandro Baricco (auteur) et Daniel Tarrare (narrateur) (trad. Françoise Brun), Soie [« Seta »], Paris, Livraphone, 3 décembre 1998 (BNF 38550247)Support : 2 cassettes audio ; durée : 1 h 56 min environ ; référence éditeur : Livraphone vox libri LIV303.
- Alessandro Baricco (auteur) et Jacques Bonnaffé (narrateur) (trad. Françoise Brun), Soie [« Seta »], Paris, Gallimard, coll. « Écoutez lire », 13 mai 2005 (ISBN 978-2-07-077386-2, BNF 39971383)Support : 2 disques compact audio ; durée : 2 h 4 min environ (la couverture verso du livre audio et la BNF indiquent «  2 h 40 min ») ; accompagnement musical de Marie-Jeanne Serero ; référence éditeur : Gallimard A 77386.